# أنتوني إل. كناب
أنتوني إل. كناب هو محامي وسياسي أمريكي، ولد في 14 يونيو 1828 في ميدلتاون في الولايات المتحدة، وتوفي في 24 مايو 1881 في سبرينغفيلد في الولايات المتحدة. نشط حزبياً في الحزب الديمقراطي. وقد انتخب عضو مجلس ولاية إلينوي ‏ وانتخب عضو مجلس النواب الأمريكي ‏.